# 广东水利电力职业技术学院
广东水利电力职业技术学院（英语：Guangdong Technical College of Water Resources and Electric Engineering，简称水院、水利学院、水利电力学院、广东水电学院，前身为广州土木水利工程学校，位于中国广东省广州市，创立于1952年全国高等学校院系调整时期，是一所公立专科大学，现有15个院系，是国家骨干高职院校、全国水利职业教育示范院校之一。由广州天河和广州从化2个校区，及飞来峡教学实训基地、江湾实习电站组成。

## 历史沿革
水院的名称自创办后校名屡经更迭，至此，校名已被更改11次之多。
- 1952年10月，创立广州土木水利工程学校。
- 1953年5月，改称为珠江水利学校。
- 1954年1月，改称为武汉水利学校。
- 1956年7月，改称为广州水利学校。
- 1956年10月，改称为广东水电学院中专部。
- 1962年9月，改称为广东省水利厅干部培训班。
- 1965年8月，文革前期，学校再次更名为广东省水利厅干部学校。
- 1974年3月，文革中，学校改称广东省水利电力技术学校。
- 1979年11月，文革结束，改称广东省水利电力学校。
- 1999年11月，正式易名为广东水利电力职业技术学院。

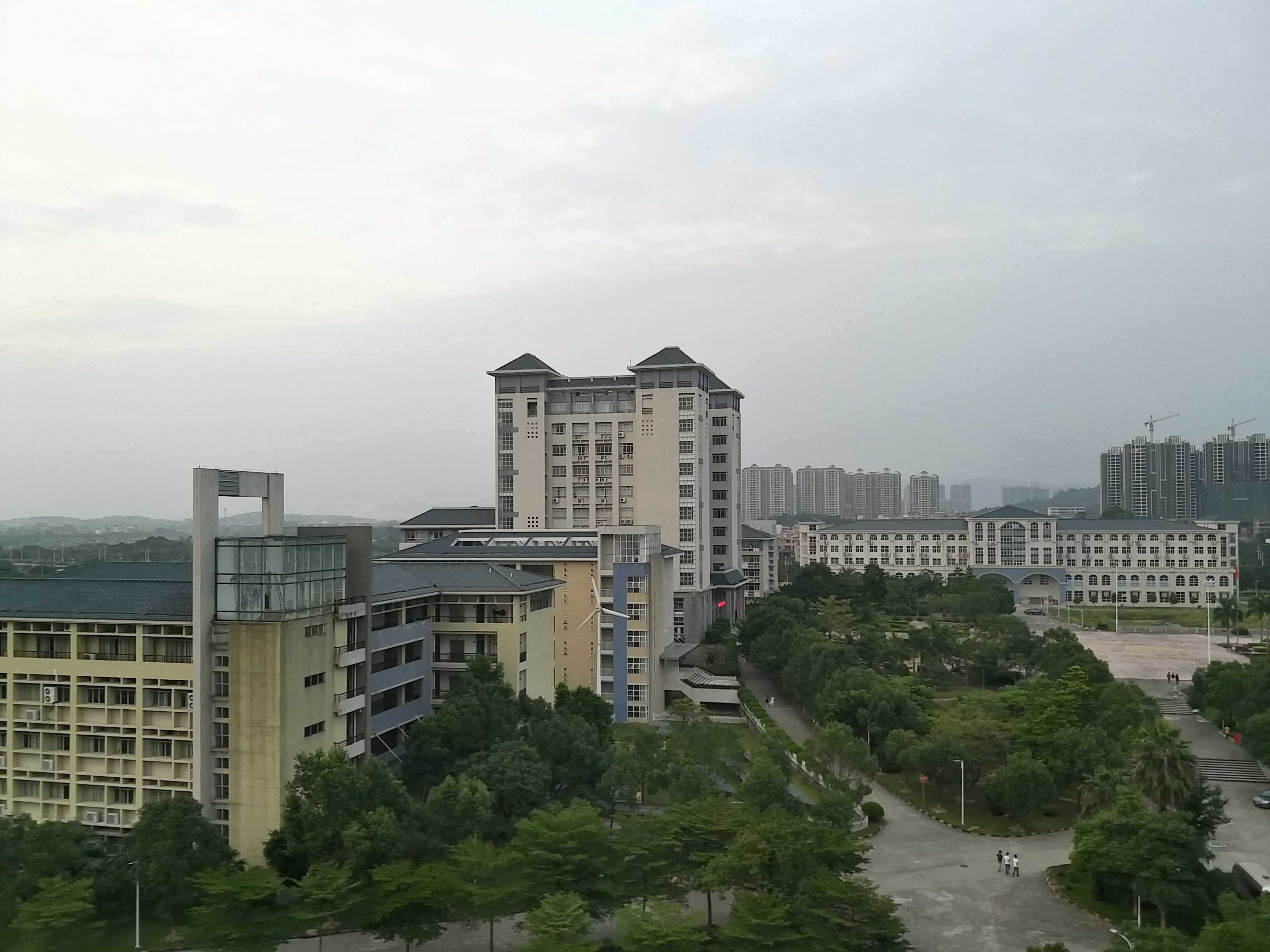
图中包活电力楼，行政楼及水利机械楼

- 2005年，创立从化校区。
- 2012年，迎来建校60周年纪念。图中包活电力楼，行政楼及水利机械楼

## 学院概况
学院前身是1952年创办的广州土木水利工程学校，1999年7月26日经教育部批准成立全日制普通高等院校，隶属广东省水利厅。学院以广东省为主，面向全国19个省市招生，以全日制专科高等职业教育为主兼办本专科函授教育、中专教育、职业技能培养、成人教育。

现已形成以水利、电力类专业为主体，土木、机械、电子、计算机及信息类专业为主干，经济、管理、外语类专业协调发展的专业建设架构，学历教育与技能培养、社会服务相结合的多形式办学格局。

2008年学院第一批进入广东省省级示范性高等职业院校建设；2010年学院被国家教育部、财政部确定为国家骨干高职院校立项建设单位；2011年学院第一批被国家水利部确认为“全国水利职业教育示范学院”。

学院目前已有两个校区、一个园区、两个基地，占地面积915亩，现有固定资产4.27亿元，其中教学仪器设备总值8300多万元；图书馆纸质藏书65.7万册，电子资源图书18万册，校内为实验实训场所219个,
教职工568人，高级职称教师118人。学院设有10个教学系57个专业方向，全日制在校生12，000多人，近年来毕业生就业率均达到99%以上，建校以来为行业和社会输送了近4万中、高级技能人才 。

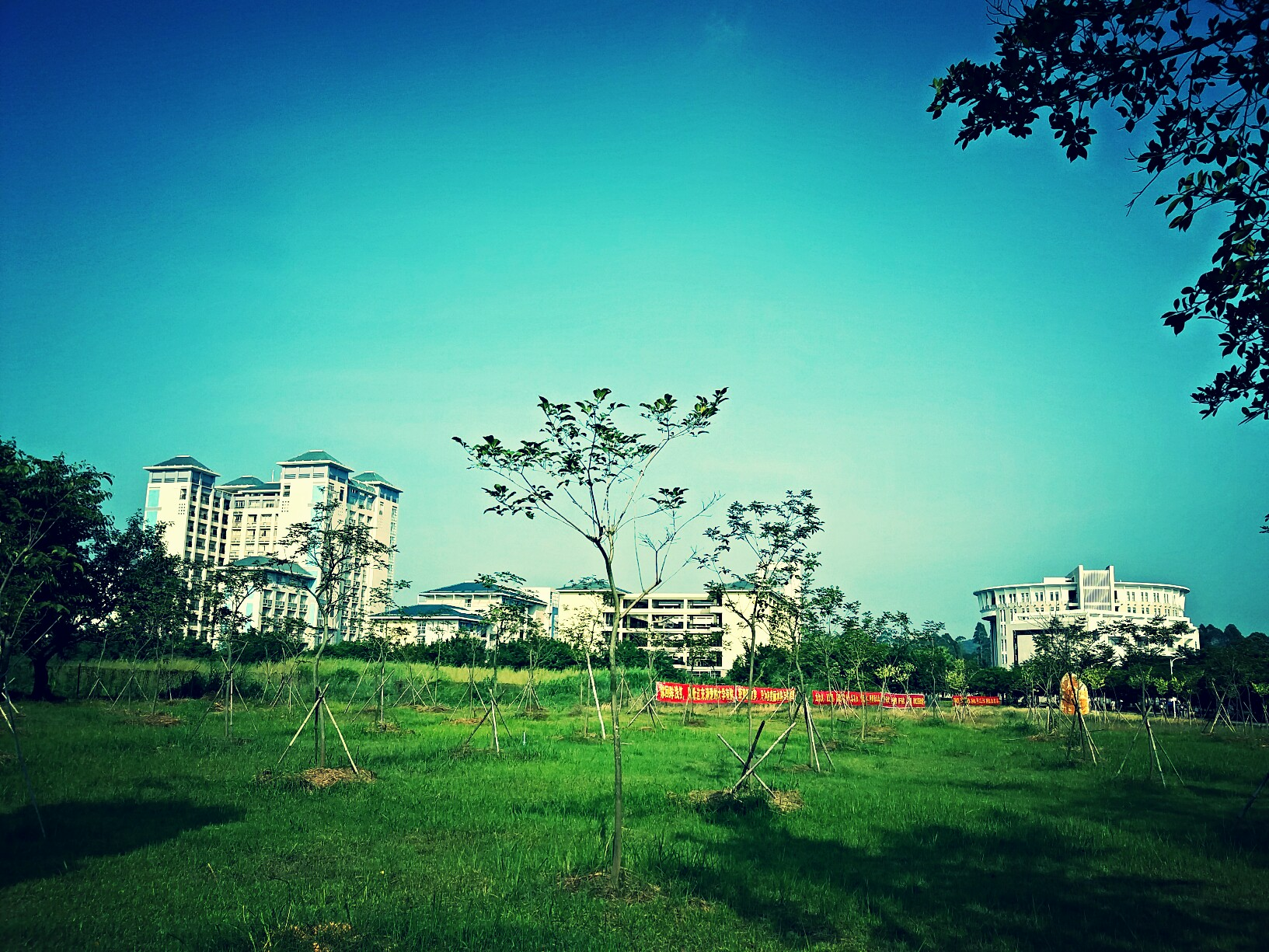
校园一角

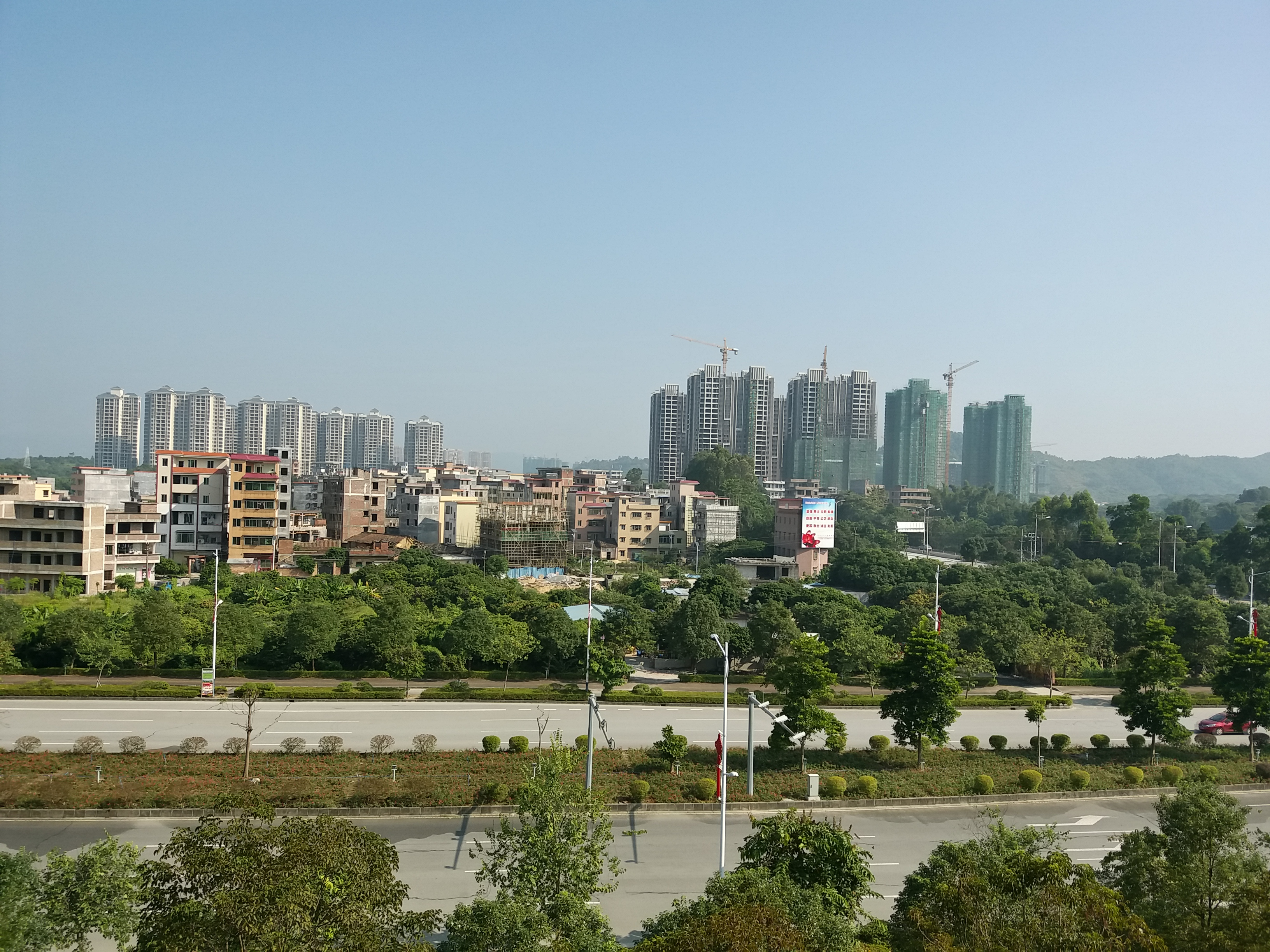
迎宾大道

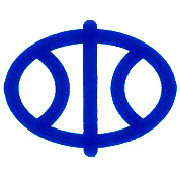
旧校徽

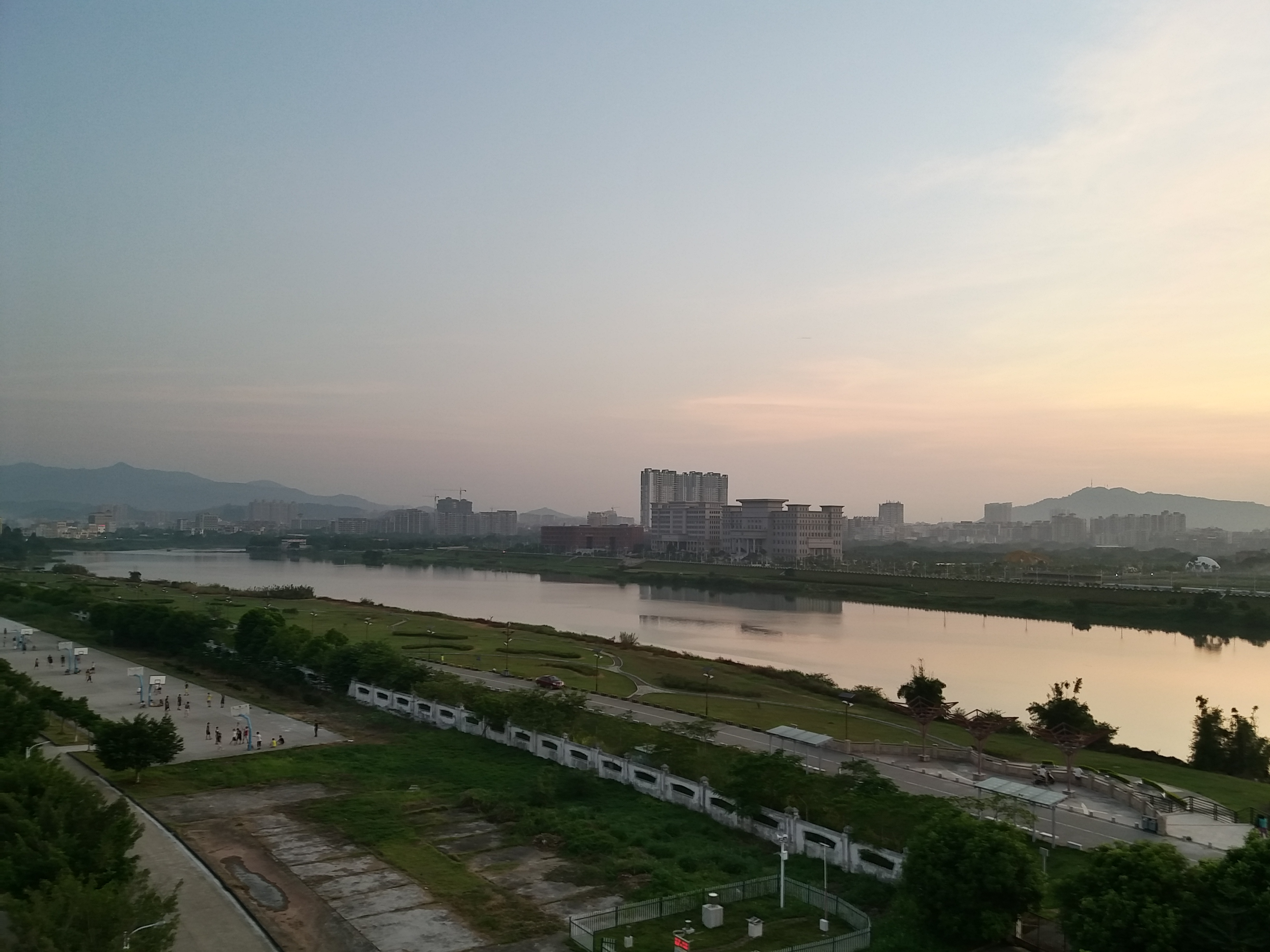
对岸的从化市区

## 教学研究

### 院系设置[5][6]
| 院系             | 专业                         |
| ---------------- | ---------------------------- |
| 水利工程学院     | 水政水资源管理               |
| 水利工程学院     | 水利水电建筑工程             |
| 水利工程学院     | 水利工程                     |
| 水利工程学院     | 给排水工程技术               |
| 水利工程学院     | 治河与航道工程技术           |
| 电力工程学院     | 发电厂及电力系统             |
| 电力工程学院     | 高压输配电线路施工运行与维护 |
| 电力工程学院     | 供用电技术                   |
| 电力工程学院     | 电力系统继电保护与自动化技术 |
| 电力工程学院     | 建筑电气工程技术             |
| 电力工程学院     | 水电站与电力网               |
| 电力工程学院     | 分布式发电与微电网技术       |
| 土木工程系       | 建筑工程技术                 |
| 土木工程系       | 工程造价                     |
| 土木工程系       | 建筑工程监理                 |
| 经济管理学院     | 市场营销                     |
| 经济管理学院     | 财务管理                     |
| 经济管理学院     | 会计                         |
| 经济管理学院     | 行政管理                     |
| 机械工程系       | 数控设备应用与维护           |
| 机械工程系       | 机电一体化技术               |
| 机械工程系       | 机械制造与自动化             |
| 机械工程系       | 工业设计                     |
| 自动化工程系     | 电气自动化技术               |
| 自动化工程系     | 电子信息工程技术             |
| 自动化工程系     | 物联网应用技术               |
| 建设与环境工程系 | 建筑设备工程技术             |
| 建设与环境工程系 | 建筑装饰工程技术             |
| 建设与环境工程系 | 建筑设计                     |
| 建设与环境工程系 | 房地产经营与管理             |
| 市政工程系       | 地下与隧道工程技术           |
| 市政工程系       | 给排水工程技术               |
| 市政工程系       | 市政工程技术                 |
| 市政工程系       | 环境地质工程技术             |
| 市政工程系       | 道路与桥梁工程技术           |
| 计算机信息工程系 | 大数据技术与应用             |
| 计算机信息工程系 | 数字媒体应用技术             |
| 计算机信息工程系 | 计算机网络技术               |
| 计算机信息工程系 | 计算机应用技术               |
| 应用外语系       | 商务英语                     |
| 应用外语系       | 应用英语                     |
| 应用外语系       | 旅游英语                     |

水利工程学院目前已建成国家级精品课程2门，省级精品课程5门，国家教指委精品课程3门；获教育部高等教育国家级教学成果二等奖1次，获广东省高等教育教学成果二等奖2次；参与“东江－深圳供水改造工程”项目获“2003年度广东省科学技术特等奖”和“2004年度中国建筑工程鲁班奖”。

电力工程系是学院成立最早的教学系之一，是学院的主干系，也是目前全省高职院校唯一一所具有强电专业的院系。

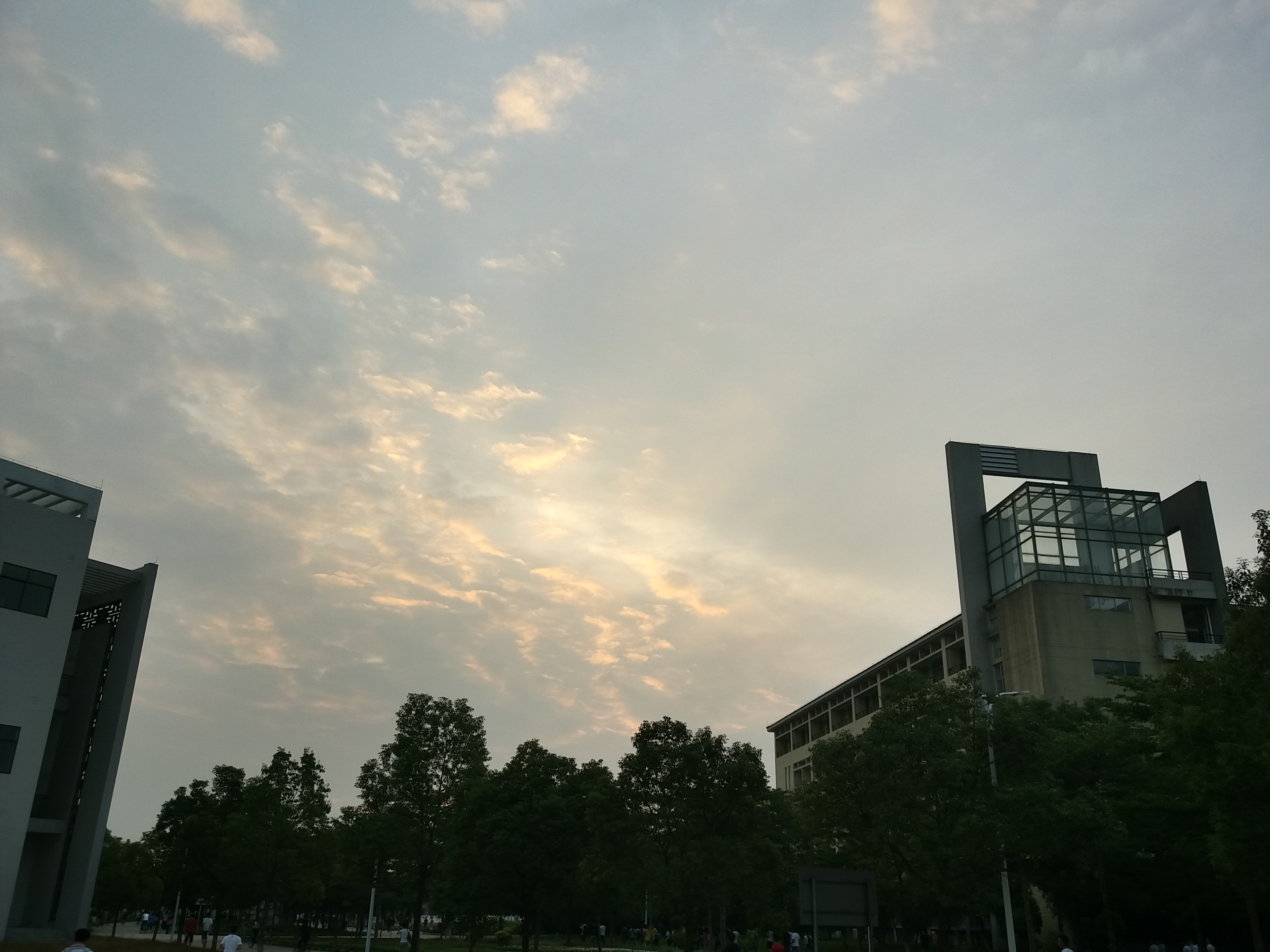
电力楼一角

### 院系设置

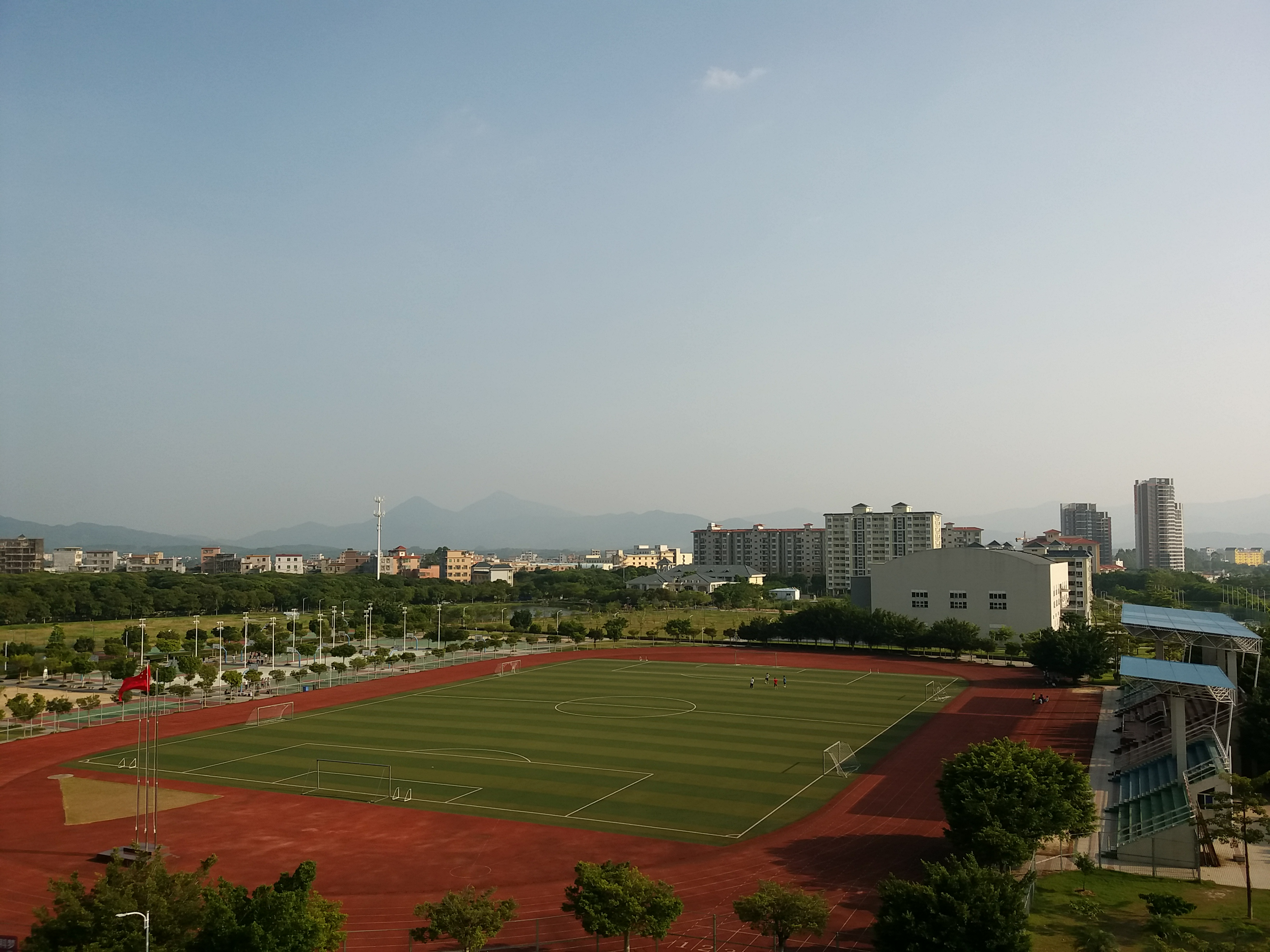
田径场全景

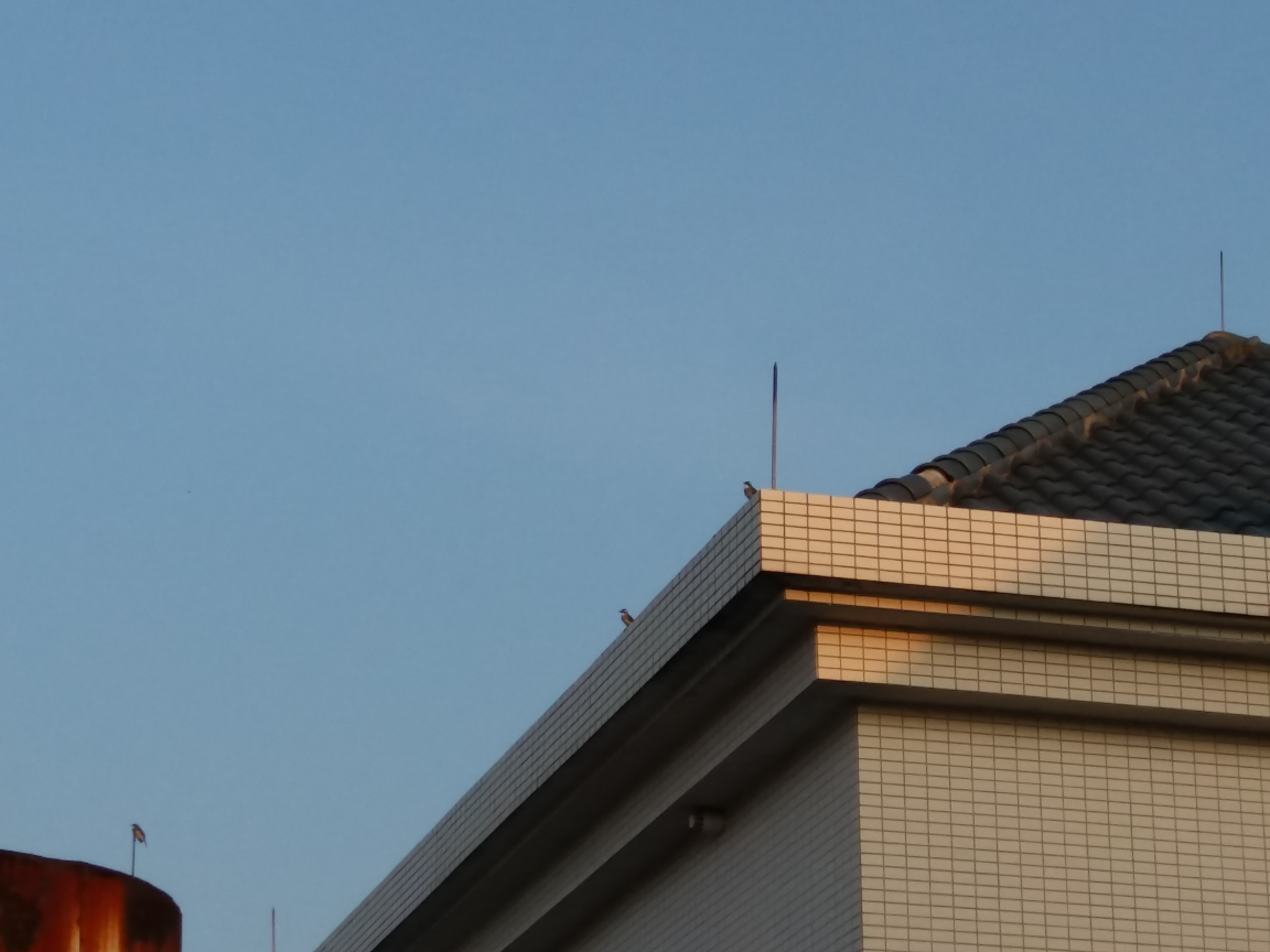
于B2附往B2拍摄

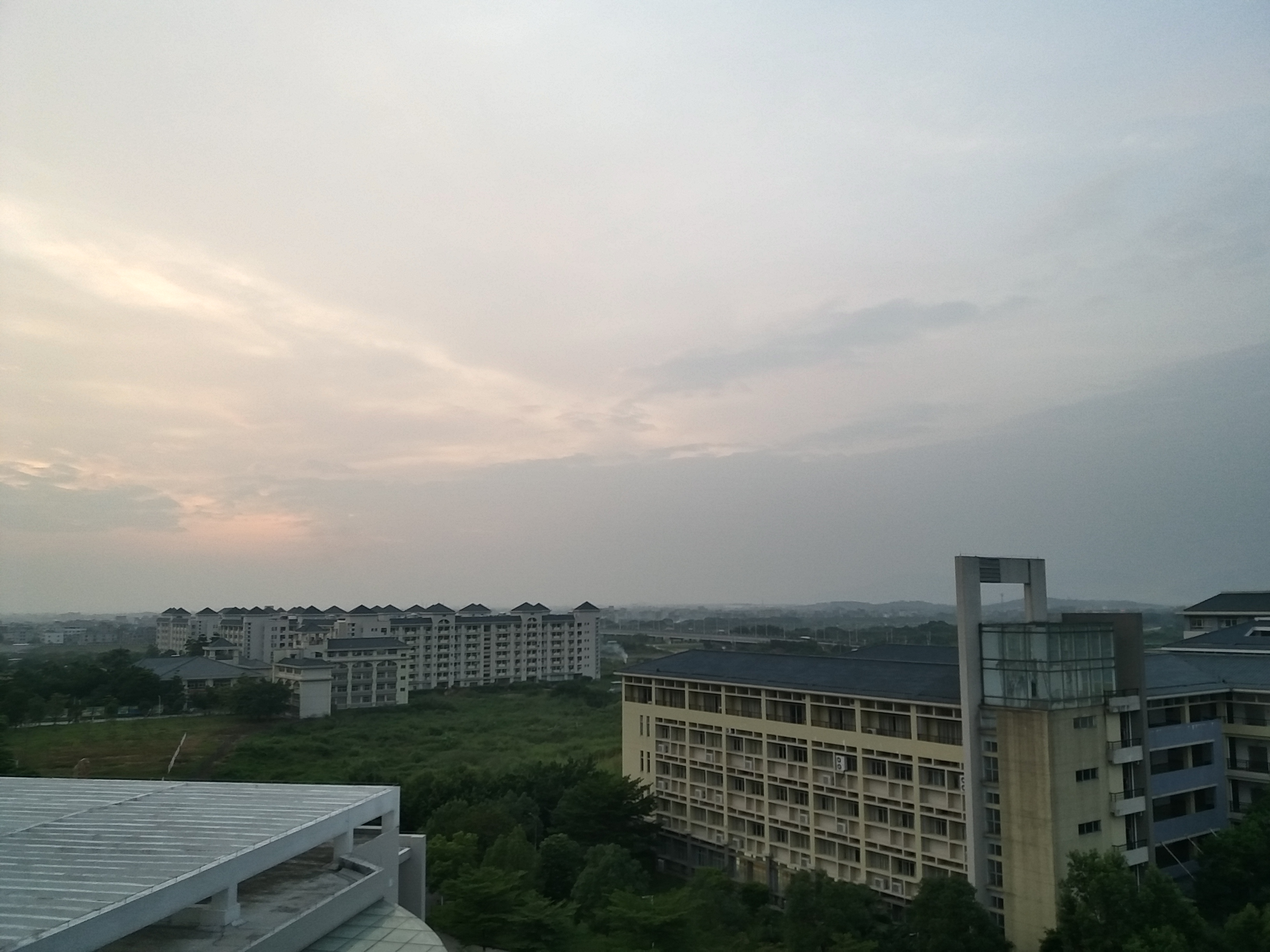
远处为学生宿舍

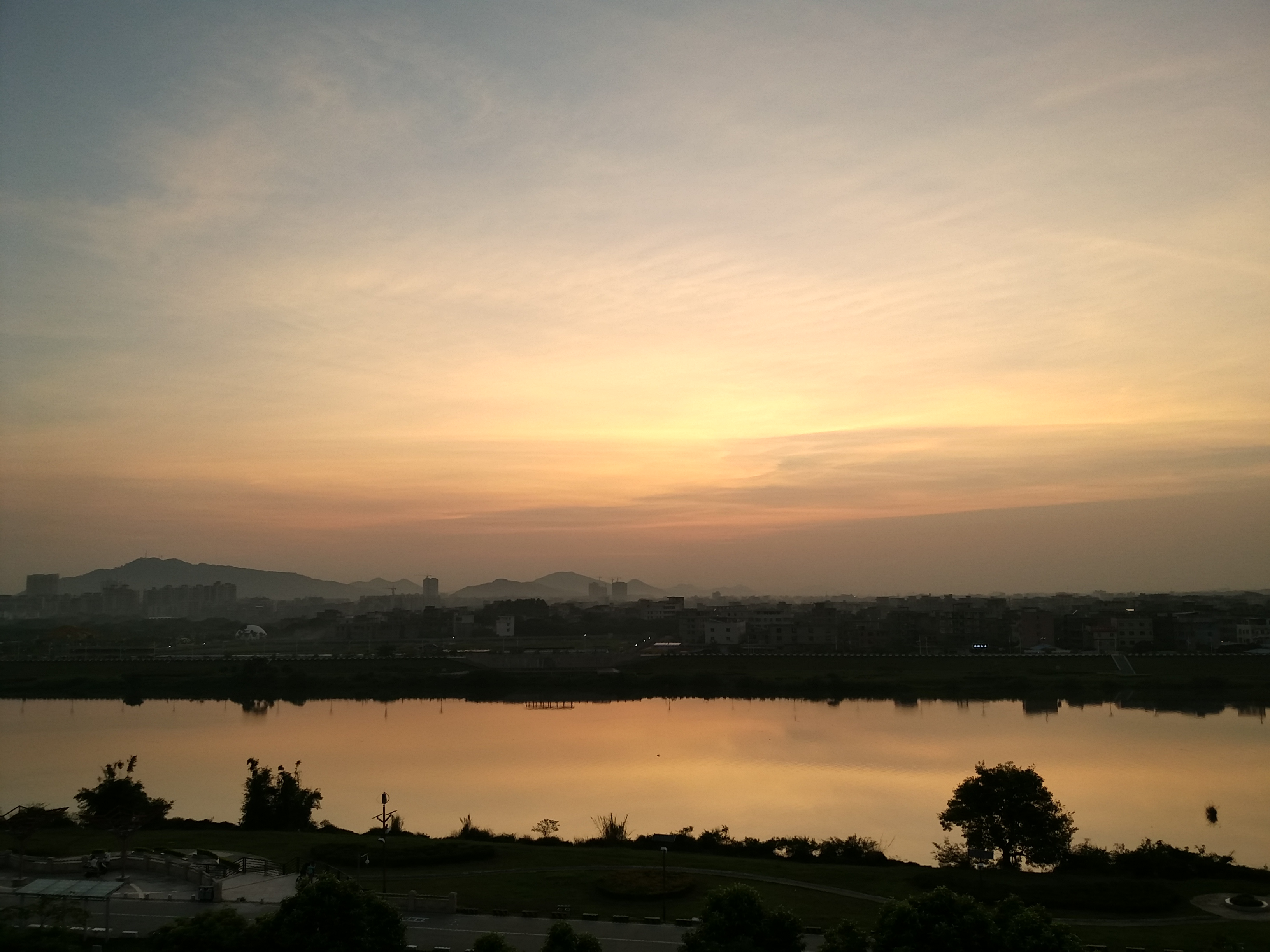
夕阳下的流溪河

### 教辅单位
- 现代教育技术中心 （页面存档备份，存于）
- 图书馆 （页面存档备份，存于）
- 档案馆 （页面存档备份，存于）
- 教学质量管理办公室 （页面存档备份，存于）

## 现任领导[8]
| 职务                 | 姓名   | 工作分工 |
| -------------------- | ------ | --- |
| 党委书记             | 李艳娥 | 主持学院党委全面工作，分管党委办公室，负责人口与计划生育、精神文明建设（文明校园建设）、水文化研究及推广、校友会等工作；联系计算机信息工程系、建筑与环境工程系。         |
| 院长、党委副书记     | 暂缺   | 主持学院行政全面工作，分管学院办公室，分管审计工作；联系水利工程学院。                                                                                                   |
| 党委副书记、纪委书记 | 蔡艺   | 分管组织人事部、学生工作部、纪检监察室、团委，负责工会、妇女委员会、关心下一代工作委员会、武装部和征兵工作，协助江洧同志管理审计工作；联系电力工程学院、马克思主义学院。 |
| 副院长               | 吴洪杰 | 分管财务部、保卫科、图书馆、档案馆、安全生产委员会办公室，负责保密工作；联系经济管理学院。                                                                               |
| 副院长               | 李铁   | 分管科研部、总务部、继续教育学院、基建办公室、资产管理科，负责天河校区综合管理工作；联系土木工程系。                                                                     |
| 副院长               | 蒋伯杰 | 分管教务部、招生就业工作办公室、现代教育技术中心、教学质量管理办公室、国际交流与合作工作；联系自动化工程系。                                                             |